# Diplodactylus custos
Espèce
Diplodactylus custos est une espèce de gecko de la famille des Diplodactylidae.

## Répartition
Cette espèce est endémique du Kimberley en Australie-Occidentale.

## Description
Diplodactylus custos mesure de 42,17 à 58,23 mm de longueur standard.

## Publication originale
- Oliver, Couper & Pepper, 2014 : Independent Transitions between Monsoonal and Arid Biomes Revealed by Systematic Revison of a Complex of Australian Geckos (Diplodactylus; Diplodactylidae). PLOS ONE, vol. 9, no 12, p. e111895 1-53 (texte intégral).